# إيست هادام (كونيتيكت)
إيست هادام (بالإنجليزية: East Haddam, Connecticut) هي معلم جغرافي تقع في الولايات المتحدة في كونيتيكت. يقدر عدد سكانها بـ 9,126 نسمة ومساحتها 146.6 كم2 وترتفع عن سطح البحر 148 متر.

## أعلام
- جوزيف سبنسر
- إليزابيث لويزا فوستر ماثر
- روبرت بينغهام
- دايفيد جيه. بيكر
- أوليفر سبنسر